# Neophlaeoba maculata
Neophlaeoba maculata är en insektsart som beskrevs av Usmani och Shafee 1983. Neophlaeoba maculata ingår i släktet Neophlaeoba och familjen gräshoppor. Inga underarter finns listade i Catalogue of Life.